# 溧江镇
溧江乡，是中华人民共和国江西省吉安市新干县下辖的一个乡镇级行政单位。

## 行政区划
溧江乡下辖以下地区：
溧江社区、唐家村、石口村、凰山村、溪边村、桃湾村、黎溪村、堆背村、庄里村和沧洲村。